# استذكار بالمفاصل الإصبعية

استذكار بالمفاصل الإصبعية.

استذكار بالبَرَاجِم أو استذكار بالمفاصل الإصبعية (بالإنجليزية: Knuckle mnemonic)‏ هي تقنية استذكار تستخدم لتذكر عدد الأيام في أشهر التقويم اليولياني والميلادي.

## التقنية

### بيد واحدة
يتم الاستذكار بالعد على المفاصل الإصبعية لليد لتذكر عدد الأيام في كل شهر، بحيث تعد 31 يوما على المفاصل و 30 (أو 29/28) يوما على الفراغات بين الأصابع. يبدؤ بيناير على الخنصر ويعد كل مفصل وفراغ على حدى باتجاه السبابة (يوليو) وتذكر أسماء الأشهار خلال ذلك. ثم يرجع للخنصر (يعتبر أغسطس الآن) ويكمل عد الأشهر المتبقية.
في نسخة أخرى يعكس اتجاه العد بعد الوصول إلى السبابة (يوليو) بدل الرجوع إلى الخنصر، فيعد يوليو وأغسطس كلاهما على السبابة، وينتهي العد على البنصر.

### بيدين
يستخدم البعض كلتا اليدين (كما هو مبين في الرسم أعلاه): يبدؤ بمفصل الخنصر لليد اليسرى ويتم العد باتجاه مفصل السبابة الأيسر، وبعد بلوغه يستمر العد في اليد اليمنى بحيث يعد أغسطس على مفصل السبابة الأيمن وينتهي العد على مفصل البنصر الأيمن.